# Yemen del Norte en los Juegos Olímpicos de Seúl 1988
Yemen del Norte estuvo representado en los Juegos Olímpicos de Seúl 1988 por ocho deportistas masculinos que compitieron en tres deportes.
El portador de la bandera en la ceremonia de apertura fue el luchador Abdulá Al-Shamsi. El equipo olímpico no obtuvo ninguna medalla en estos Juegos.